# Zichya crassicerca
Zichya crassicerca är en insektsart som beskrevs av Bei-bienko 1951. Zichya crassicerca ingår i släktet Zichya och familjen vårtbitare. Inga underarter finns listade i Catalogue of Life.